# Galium nigricans
Galium nigricans är en måreväxtart som beskrevs av Pierre Edmond Boissier. Galium nigricans ingår i släktet måror, och familjen måreväxter. Inga underarter finns listade i Catalogue of Life.